# 1994 у хокеї з шайбою
Нижче наведені хокейні події 1994 року у всьому світі.

## Головні події
На зимових Олімпійських іграх у Ліллегаммері золоті нагороди здобула збірна збірна Швеції.
На чемпіонаті світу в Італії золоті нагороди здобула збірна Канади.
У фіналі кубка Стенлі «Нью-Йорк Рейнджерс» переміг «Ванкувер Канакс».

## Чемпіони
- Альпенліга: «Больцано» (Італія)
- МХЛ: «Лада» (Тольятті)
- Австрія: «Фельдкірх»

- Білорусь: «Тівалі» (Мінськ)
- Болгарія: «Славія» (Софія)
- Велика Британія: «Кардіфф Девілс»
- Данія: «Гернінг»
- Італія: «Девілс» (Мілан)
- Нідерланди: «Тілбург Трапперс»
- Німеччина: «Маддогс» (Мюнхен)
- Норвегія: «Ліллегаммер»
- Польща: «Подгале» (Новий Тарг)
- Румунія: «Стяуа» (Бухарест)
- Сербія: «Партизан» (Белград)
- Словаччина: «Дукла» (Тренчин)
- Словенія: «Акроні» (Єсеніце)

- Угорщина: «Ференцварош» (Будапешт)
- Україна: ШВСМ (Київ)
- Фінляндія: «Йокеріт» (Гельсінкі)
- Франція: «Руан»
- Хорватія: «Загреб»
- Чехія: «Оломоуц»
- Швейцарія: «Клотен Флаєрс»
- Швеція: «Мальме»

## Переможці міжнародних турнірів
- Кубок Європи: ТПС (Турку, Фінляндія)
- Турнір газети «Известия»: збірна Росії
- Кубок Шпенглера: «Фер'єстад» (Карлстад, Швеція)
- Кубок Татр: збірна Словаччини (U20)
- Кубок Тампере: ГІФК (Гельсінкі, Фінляндія)